# Суходоли (Лодзинське воєводство)
Суходоли (пол. Suchodoły) — село в Польщі, у гміні Кросневиці Кутновського повіту Лодзинського воєводства.
Населення — 113 осіб (2011).
У 1975-1998 роках село належало до Плоцького воєводства.

## Демографія
Демографічна структура станом на 31 березня 2011 року:
|          | Загалом | Допрацездатний вік | Працездатний вік | Постпрацездатний вік |
| -------- | ------- | ------------------ | ---------------- | -------------------- |
| Чоловіки | 56      | 11                 | 39               | 6                    |
| Жінки    | 57      | 10                 | 33               | 14                   |
| Разом    | 113     | 21                 | 72               | 20                   |